# Steve Houanard
Steve Houanard (Párizs, 1986. április 2. –) francia profi kerékpáros. Utoljára a francia AG2R Citroën Teamben versenyezett. 2012. szeptember 21-én pozitív doppingmintát produkált, EPO-t mutattak ki a szervezetében, ezért az UCI ideiglenesen eltiltotta.

## Eredményei
2008
1. - Trophée des Champions
3., összetettben - Tour Alsace
6. - GP Cristal Energie
2009
10., összetettben - Driedaagse van West-Vlaanderen

## Grand Tour eredményei
| Grand Tour | 2011 | 2012 |
| ---------- | ---- | ---- |
| Giro       | -    | -    |
| Tour       | -    | -    |
| Vuelta     | 133. | -    |